# Port lotniczy Chu Lai
Port lotniczy Chu Lai (Sân bay Chu Lai) − międzynarodowy port lotniczy położony w Chu Lai w Wietnamie. 